# آیوی لینگ پو
آیوی لینگ پو (انگلیسی: Ivy Ling Po؛ زادهٔ ۱۶ نوامبر ۱۹۳۹) بازیگر و خواننده اهل هنگ کنگ است. وی با بازی در عشق ازلی به یک نماد فرهنگی مبدل شد.
از فیلم‌ها یا برنامه‌های تلویزیونی که وی در آن نقش داشته است، می‌توان به عشق ازلی، راپسودی برنج، ۱۴ زن سلحشور، پری دریایی و ملکه بیوه پادشاه اشاره کرد.